# 3549 Hapke
3549 Hapke је астероид главног астероидног појаса чија средња удаљеност од Сунца износи 2,760 астрономских јединица (АЈ).
Апсолутна магнитуда астероида је 12,7.